# Museo d'arte e storia della Provenza
Il Museo d'arte e storia della Provenza è un museo comunale di Grasse, riconosciuto come "Museo di Francia". Ospita collezioni sulla storia della Provenza, collezioni di quadri e di maioliche.

## Storia
Il museo occupa un edificio nobile costruito nel 1773-1774 da Jean-Paul de Clapiers, marchese di Cabris, che nel 1769 aveva preso in moglie Louise Riqueti (1752-1807), sorella del famoso giurista rivoluzionario Honoré Gabriel Riqueti de Mirabeau.
 
La costruzione di questo palazzo privato fu commissionata all'architetto Jean Orello. La marchesa Louise aveva pensato bene di utilizzarne le sale per dei ricevimenti, ma gli eventi della rivoluzione e i disaccordi interni alla famiglia non ne permisero mai quest'uso festaiolo e mondano. Anzi, nel 1813, la loro figlia Pauline de Navailles fu obbligata a vendere l'intero stabile ai fratelli Bruery, profumieri, per onorare i considerevoli debiti contratti dai suoi genitori.
Nel 1919 il palazzo venne prima affittato e poi, nel 1925, venduto a François Carnot, figlio dell'ex presidente della repubblica Sadi Carnot, a nome e per conto della "Société Fragonard". Nel 1921, infatti, esso ospitò il Museo Fragonard, oggi abolito, ma che fu attivo sino al 1977, quando l'edificio fu acquisito dal Comune di Grasse che lo trasformò nell'attuale "Museo d'Arte e Storia della Provenza".

## Collezioni

### La pittura
Opere principali.
- Charles Camoin: Le Port de Saint-Tropez.
- Joseph Contini: Les Pins de La Bocca.
- Jean Daret: Le miracle de Soriano
- Maurice Denis: La Chapelle Saint-Cassien à Cannes.
- Jules Giraud: La Rade d'Agay.
- Gaston Guignard: Calanque méditerranéenne, cap Roux.
- Prosper Mérimée: Cannes, le Suquet - Château et plage de La Bocca près de Cannes.
- René Seyssaud: Sainfoins au soleil couchant.
- Francesco Pascucci: Honoré Maximin Isnard lisant son traité de l'immortalité de l'âme à sa famille.
- François Marius Granet: Vue d'un cloître de chartreux avec campanile - Galerie d'un cloître au soleil couchant

La Villa d'Este - La Montagne Sainte-Victoire vue du jardin d'un monastère

Poète méditant sous une tonnelle près de Naples - Moine en robe blanche

Moine assis lisant un antiphonaire - Scène dans un couvent des pères trinitaires au XVIeme

Intérieur d'église - Deux Moines en prière devant un oratoire rupestre

Moine lisant devant un grand crucifix.
- Charles Nègre : Vue des remparts d'Antibes - Le Quartier des moulins à Grasse

Portrait du général comte Gazan de la Peyrière - Étude pour la mort de saint Paul

La Mort de saint Paul - Étude de tête de moine

Léda et le cygne - La Mort de Coronis, mère d'Esculape

Portrait d'Anne Nègre, sœur de l'artiste - La Mort d'Abel

La République sous la forme du Suffrage universel - L'Assomption de la Vierge

La Puissance de l'homme

## Galleria d'immagini 1
Opere di François Marius Granet

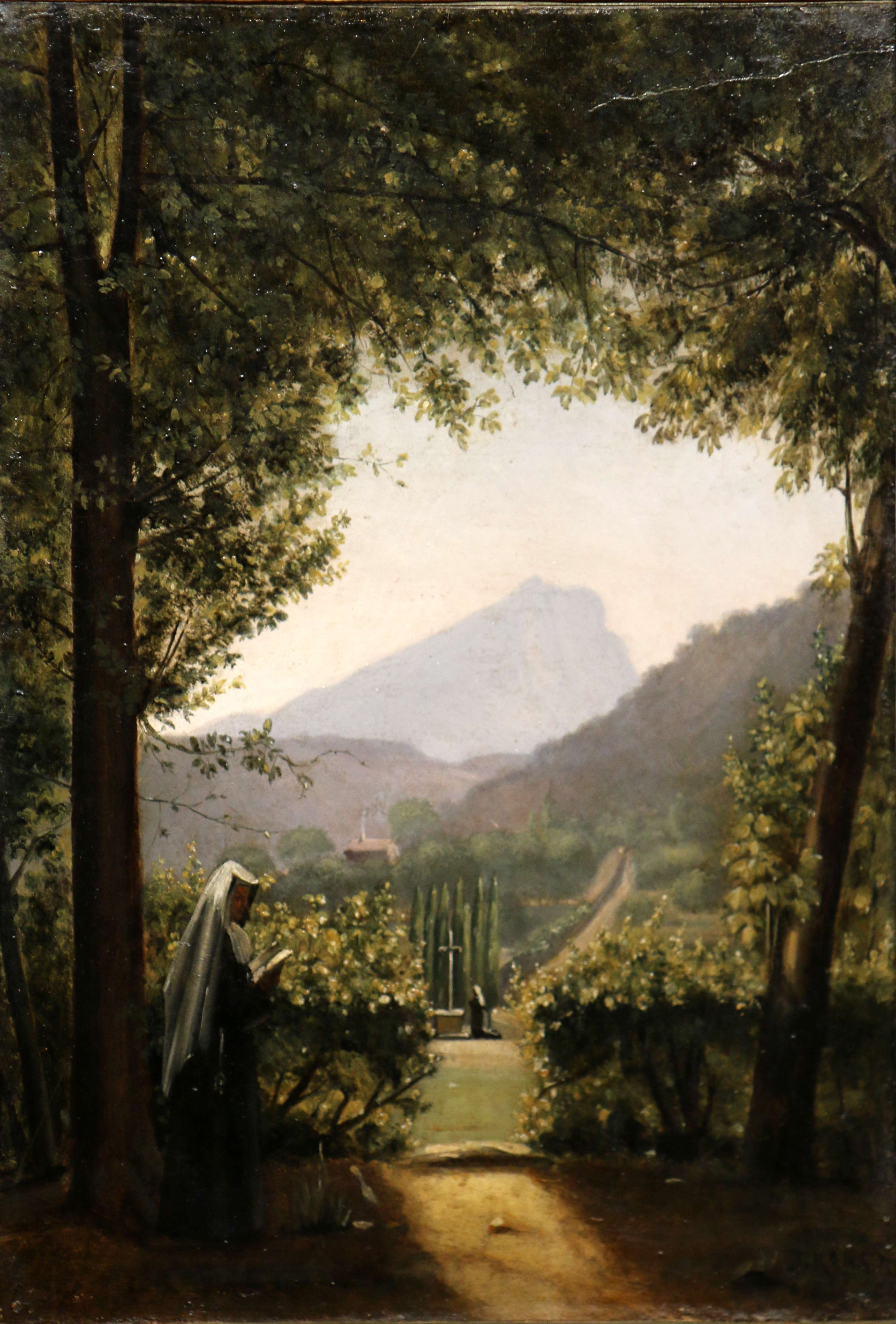
La Montagna di Sainte Victoire
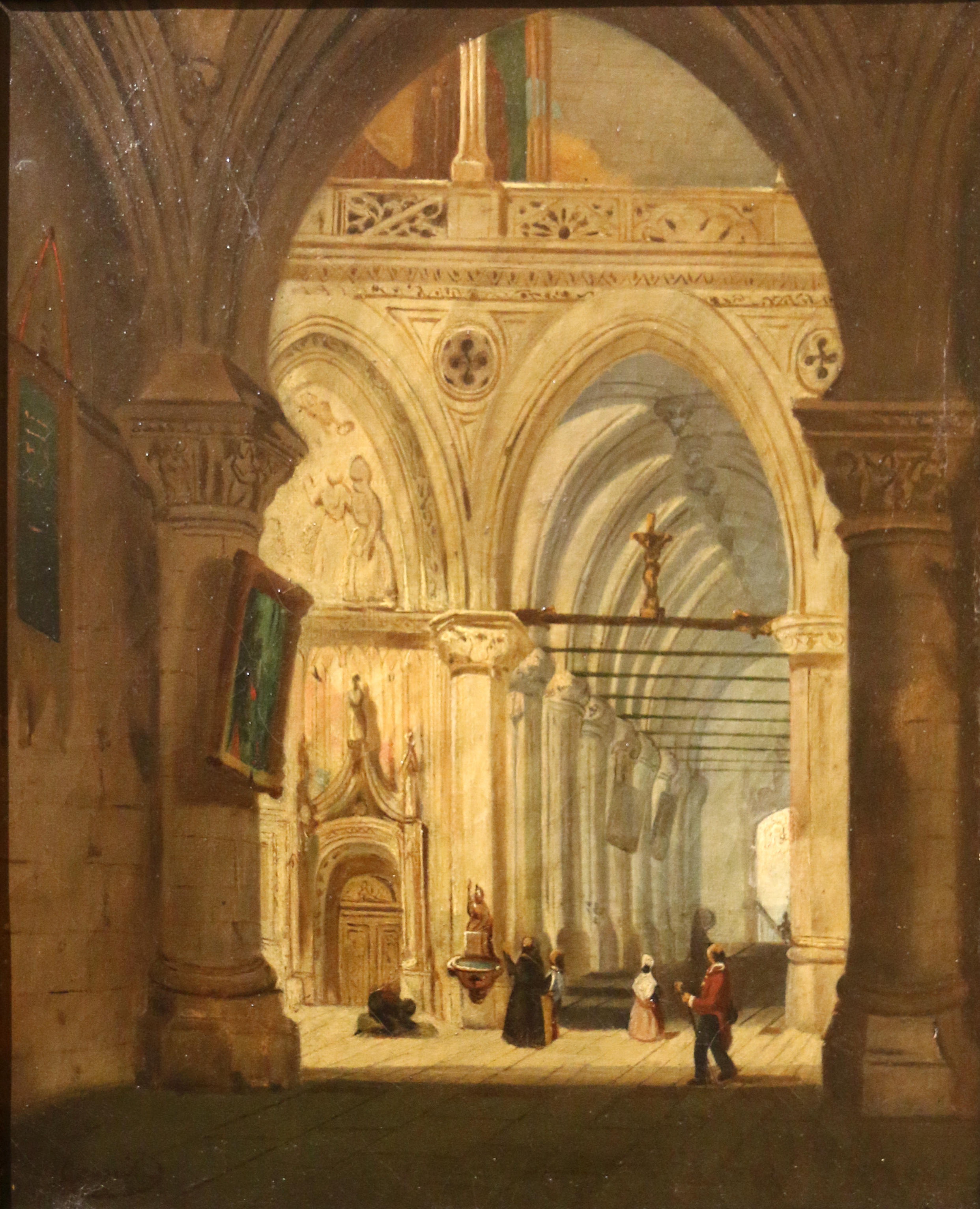
Interno di chiesa
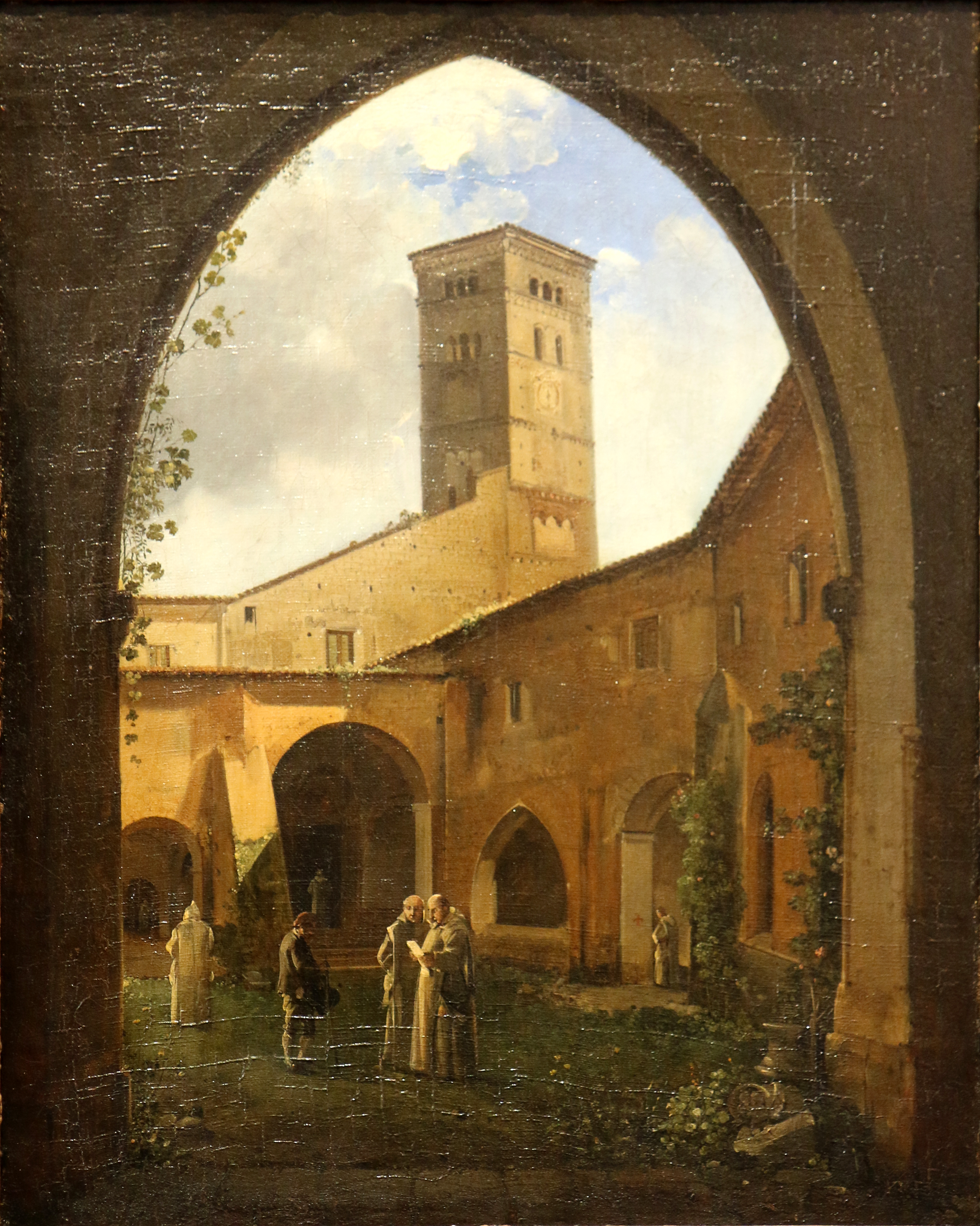
Vista di un chiostro
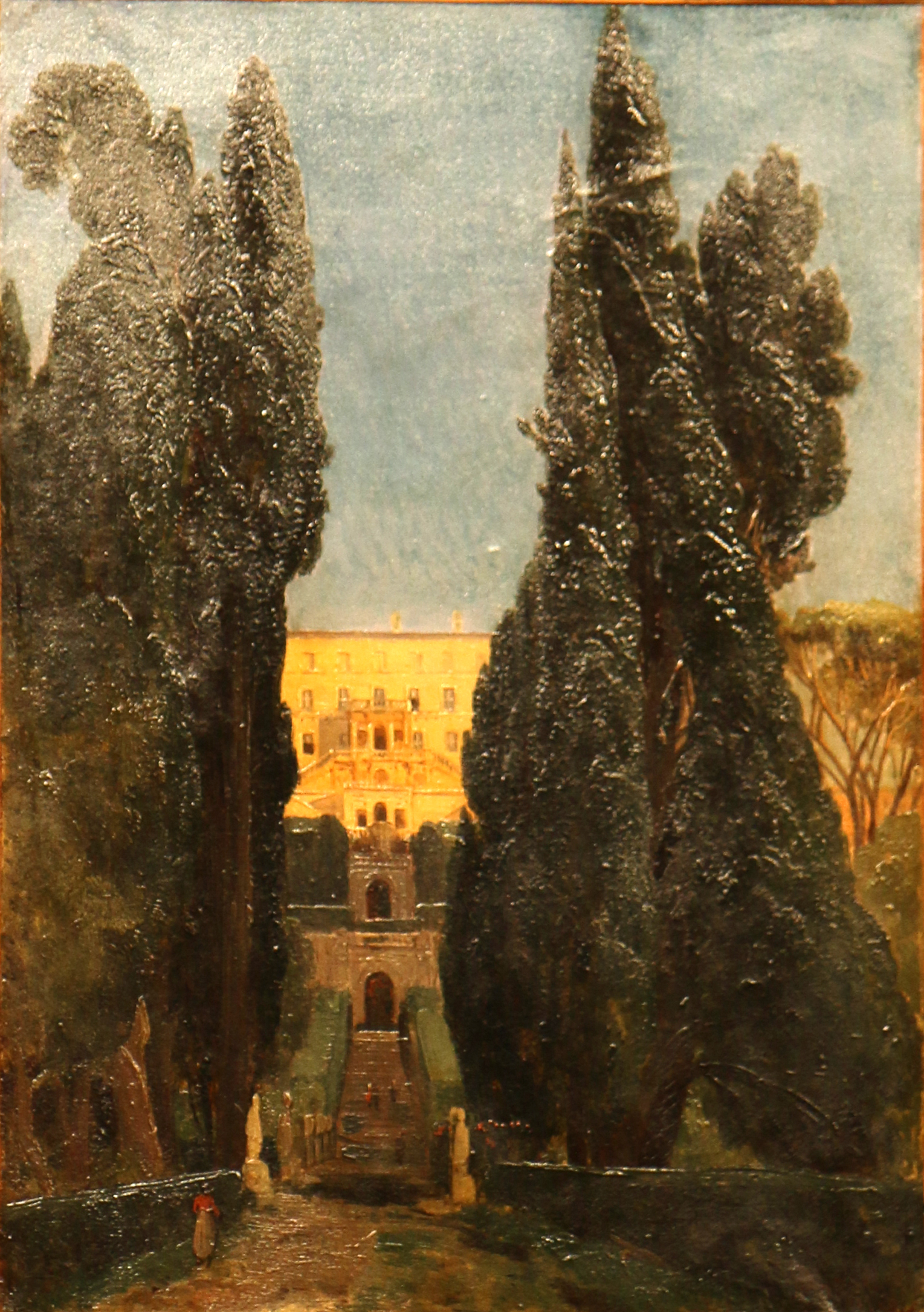
Villa d'Este
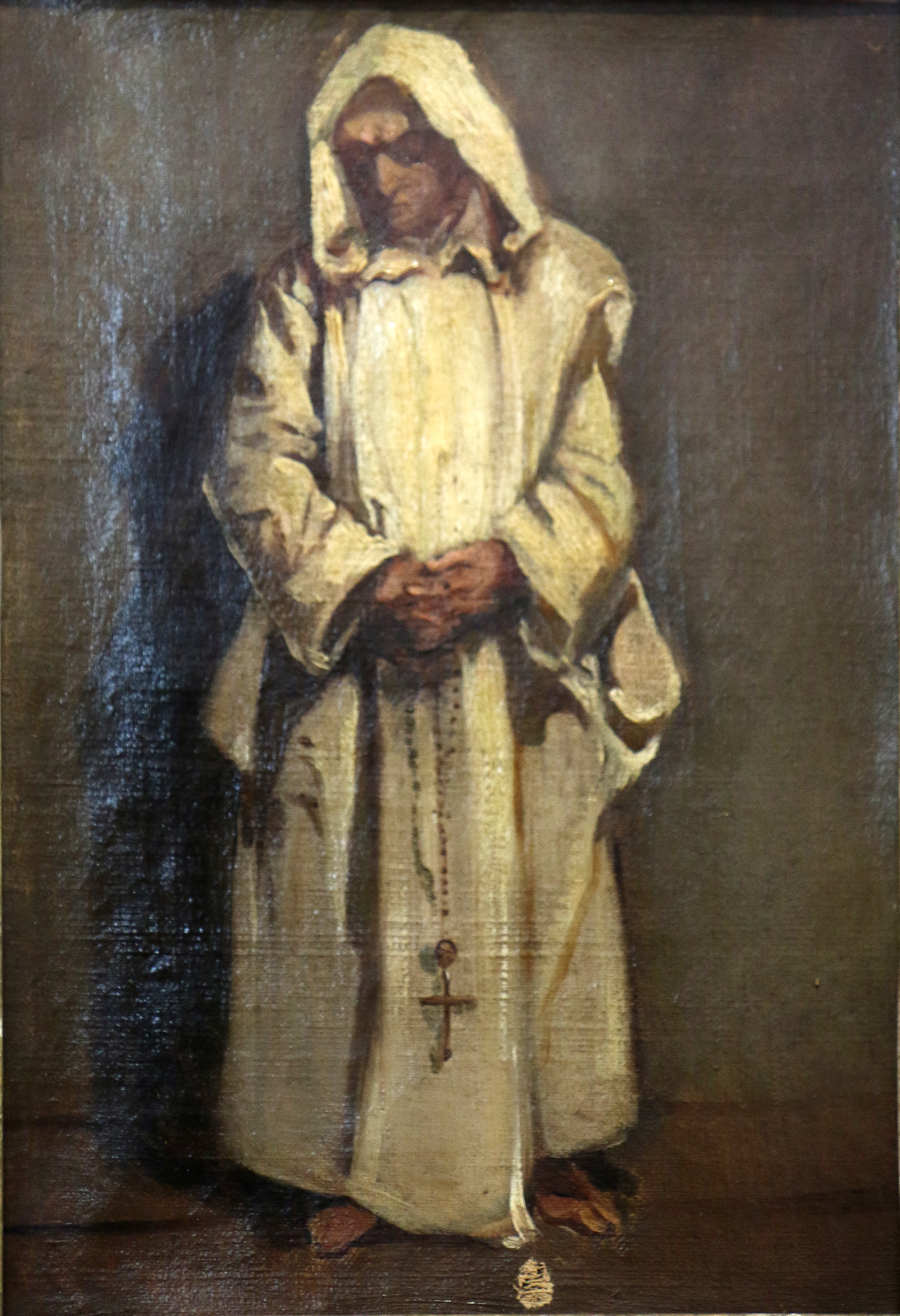
Monaco con abito bianco

Opere di Charles Nègre

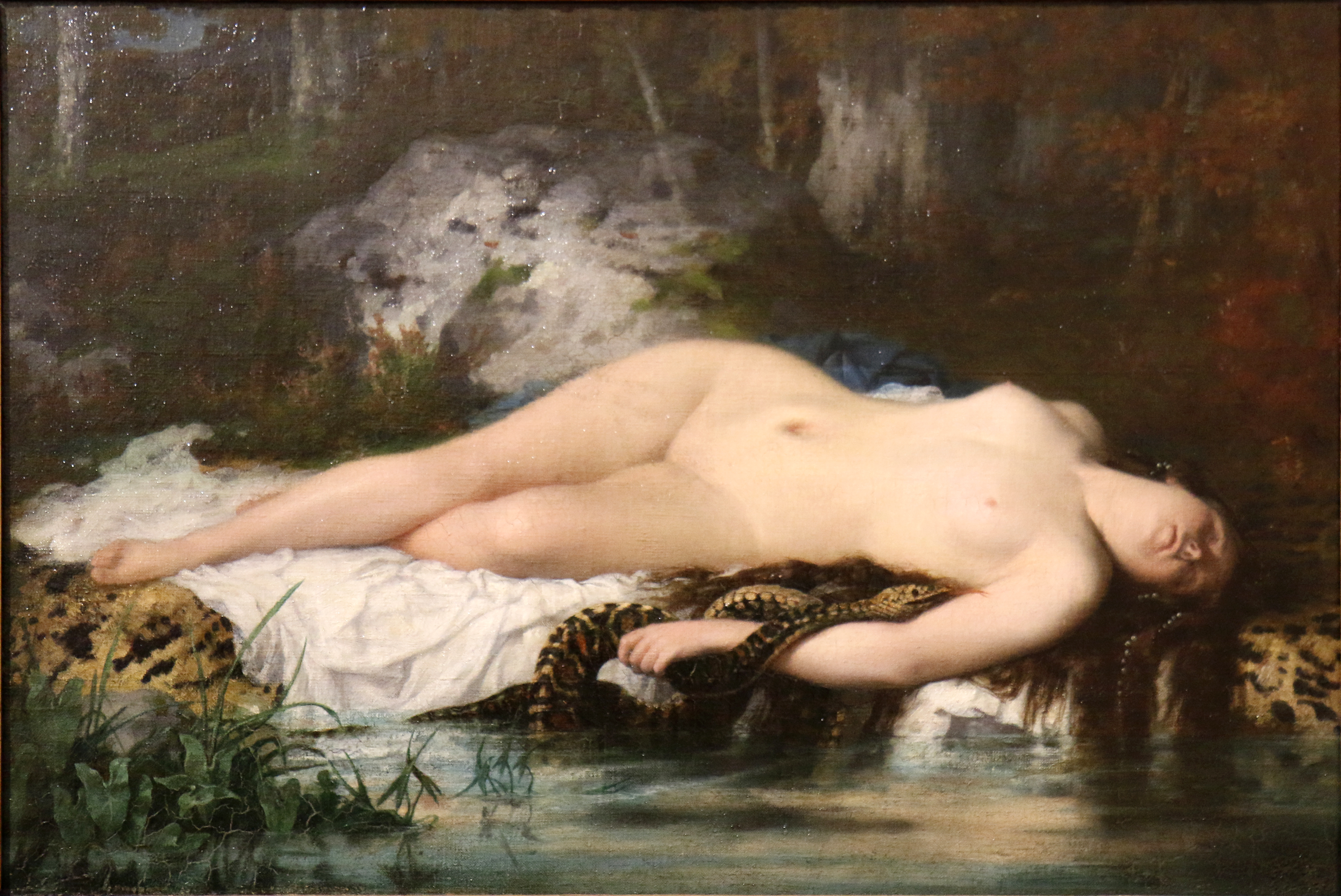
La morte di Coronide
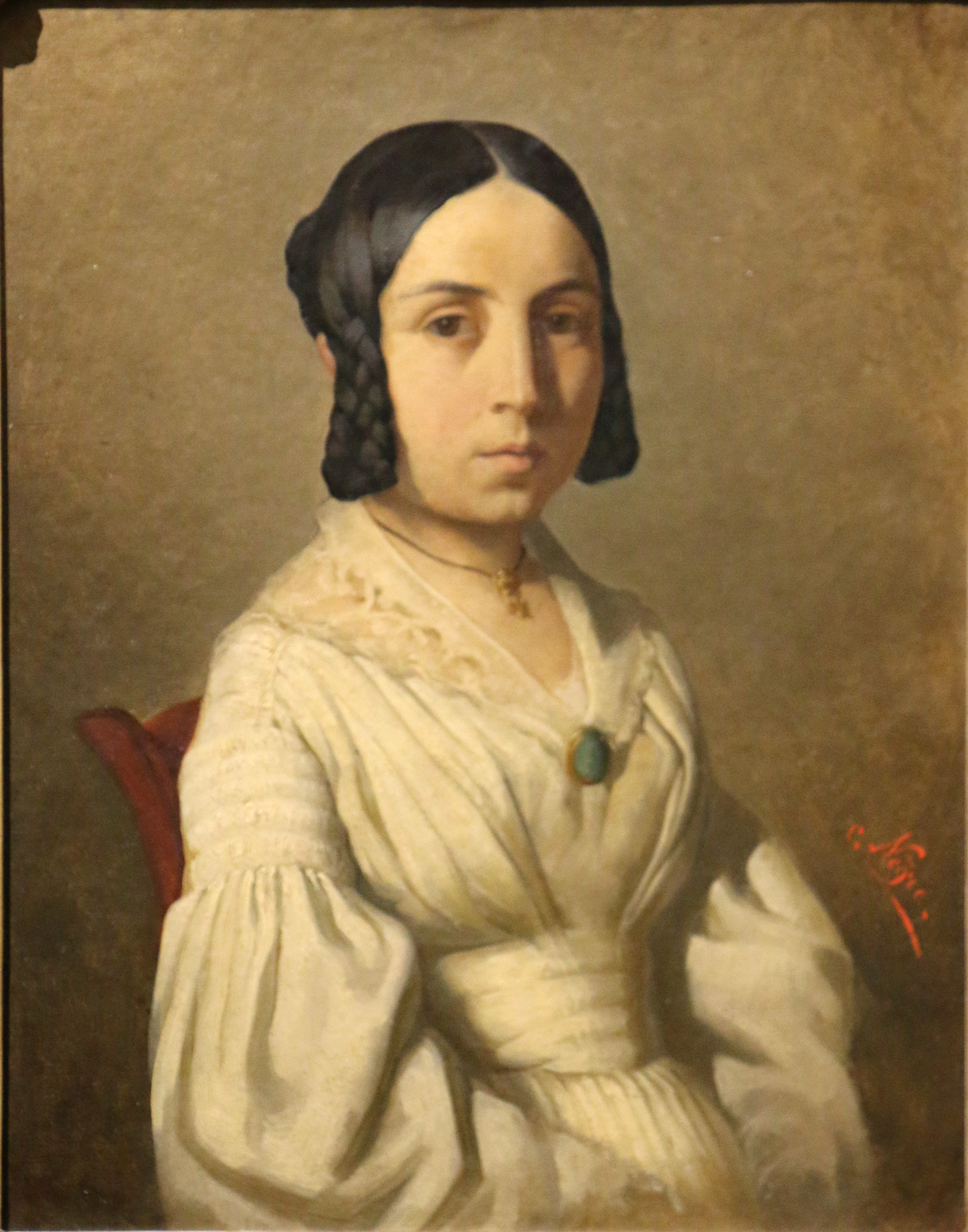
Ritratto di Anne Nègre
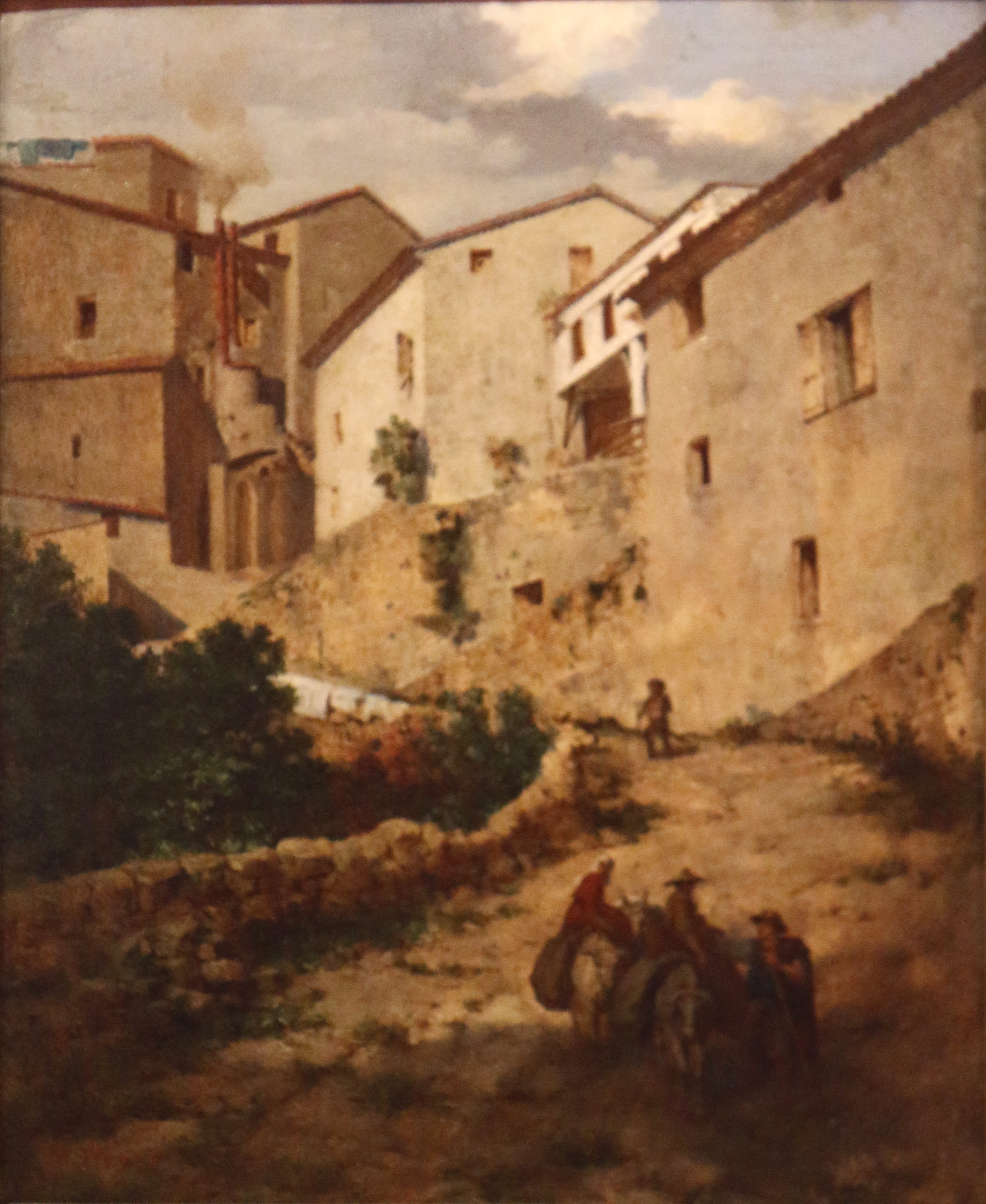
Il quartiere dei mulini a Grasse
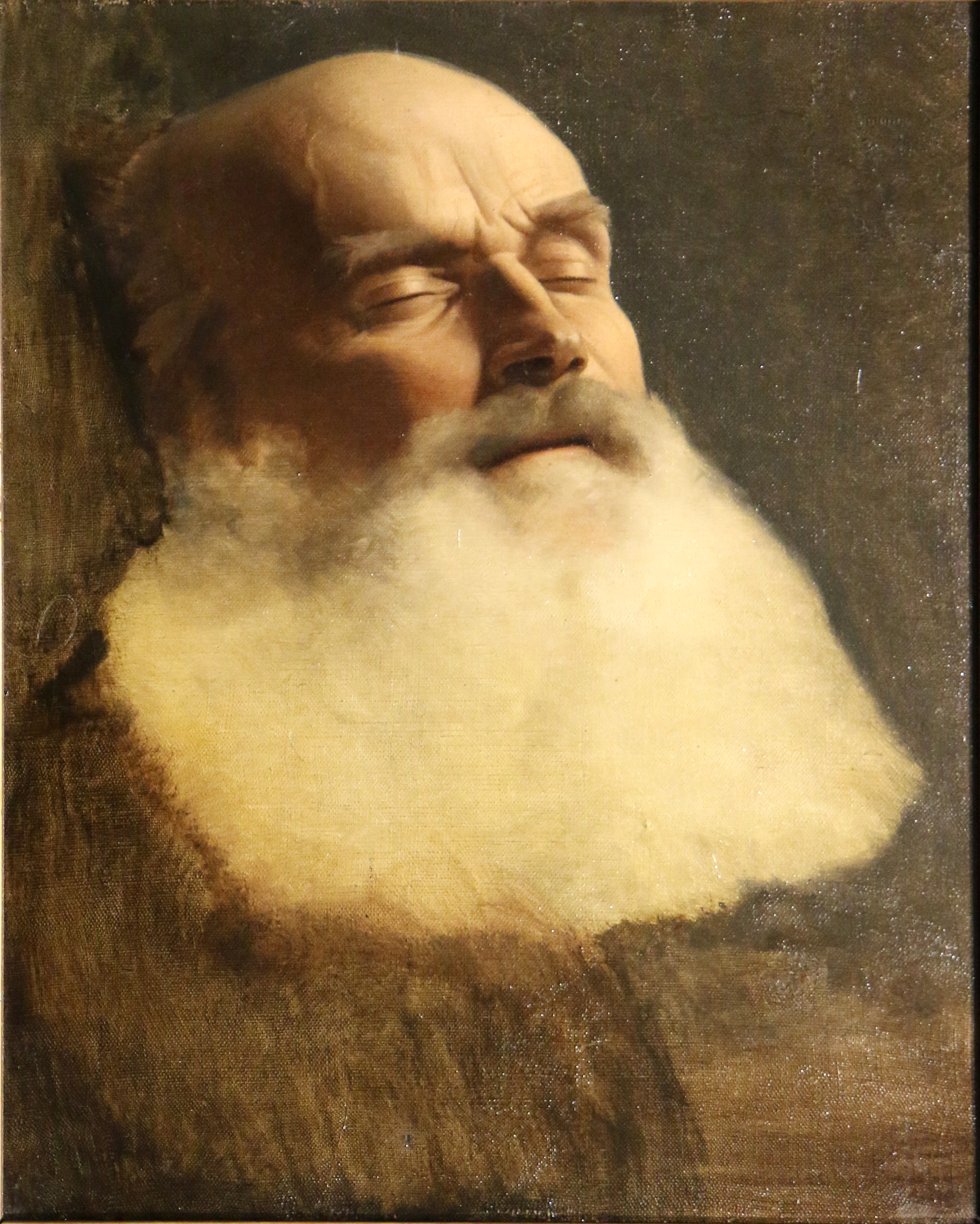
Studio per la "Morte di S.Paolo"

Opere di Maurice Denis e Prosper Mérimée

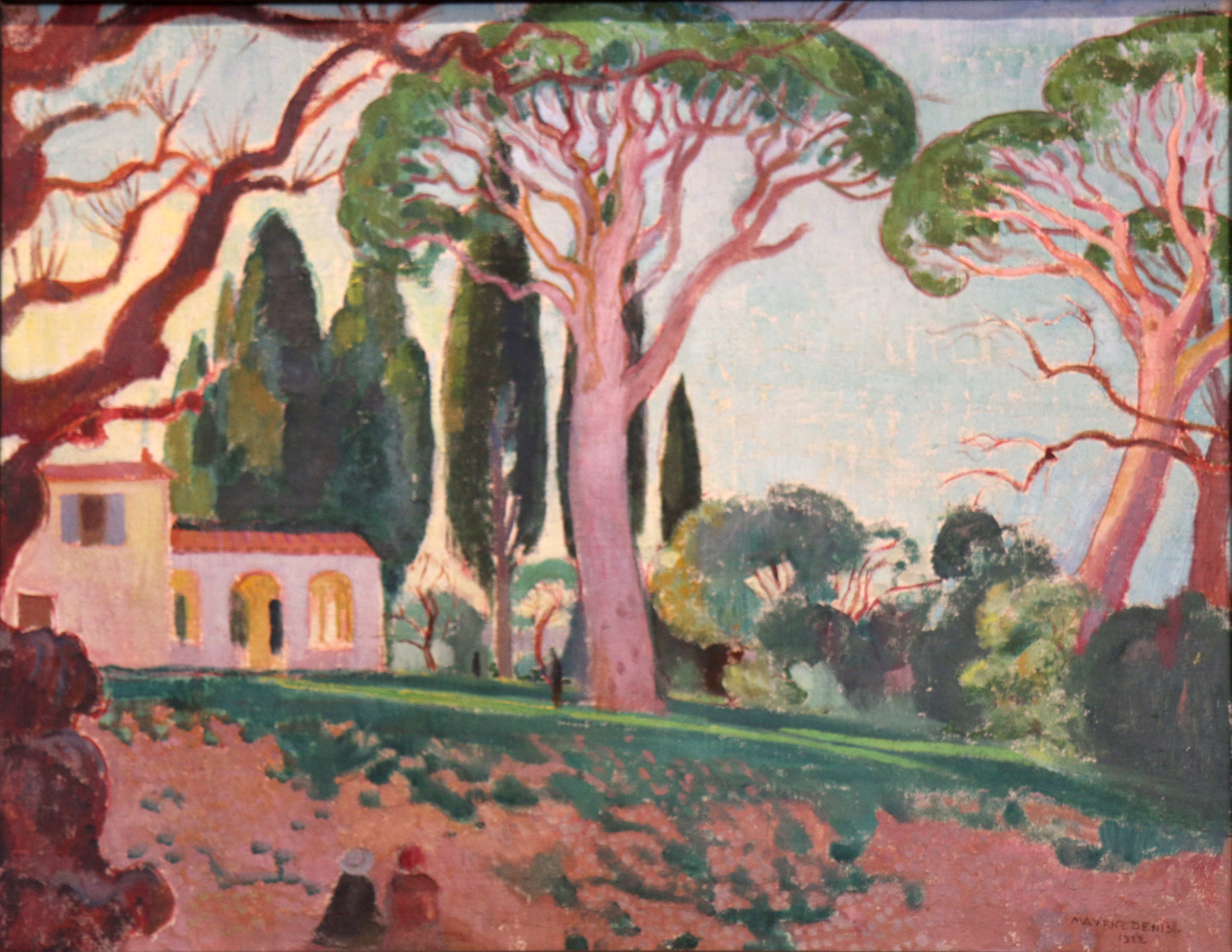
Maurice Denis: La cappella S. Cassien a Cannes
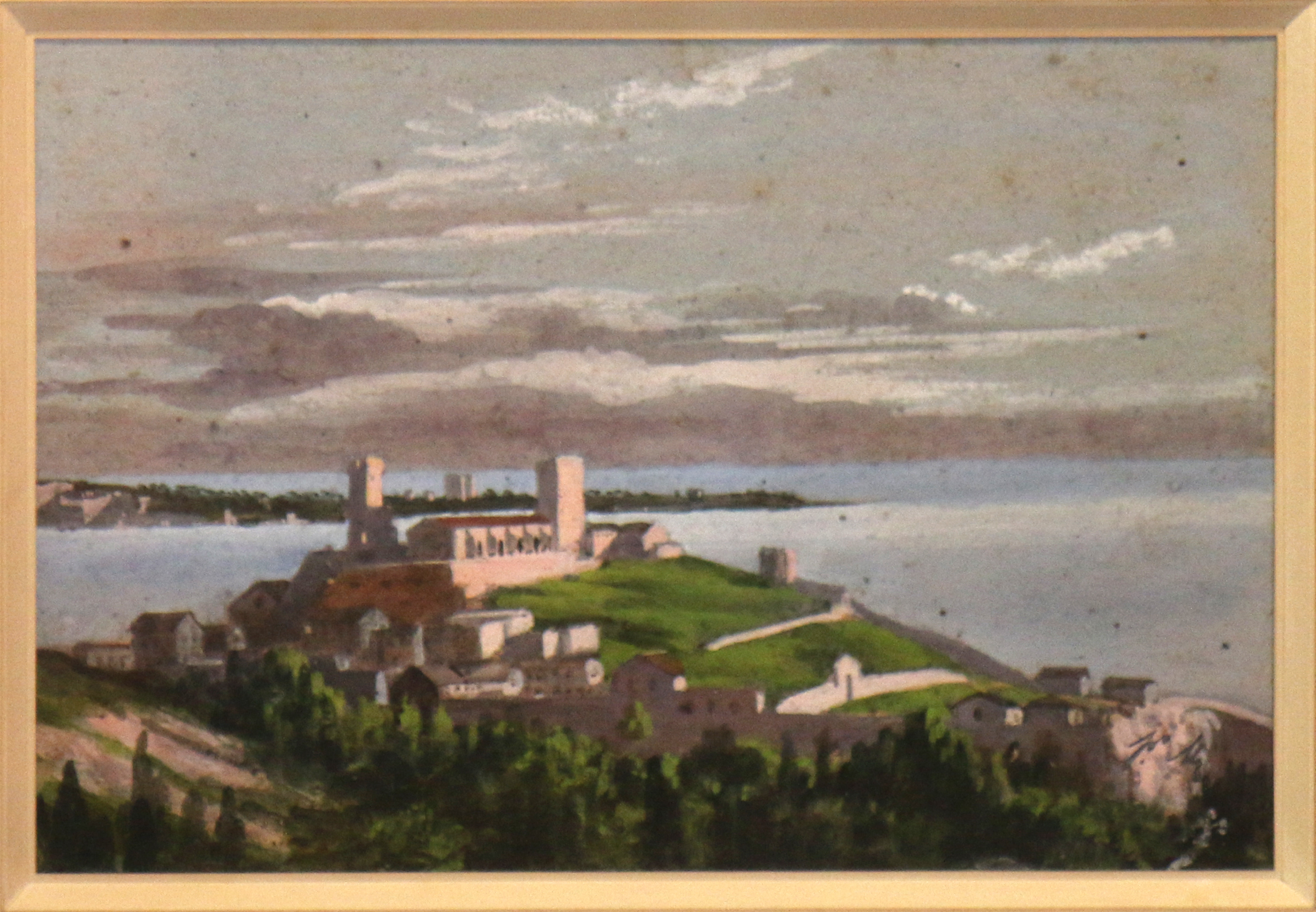
Prosper Mérimée: Cannes
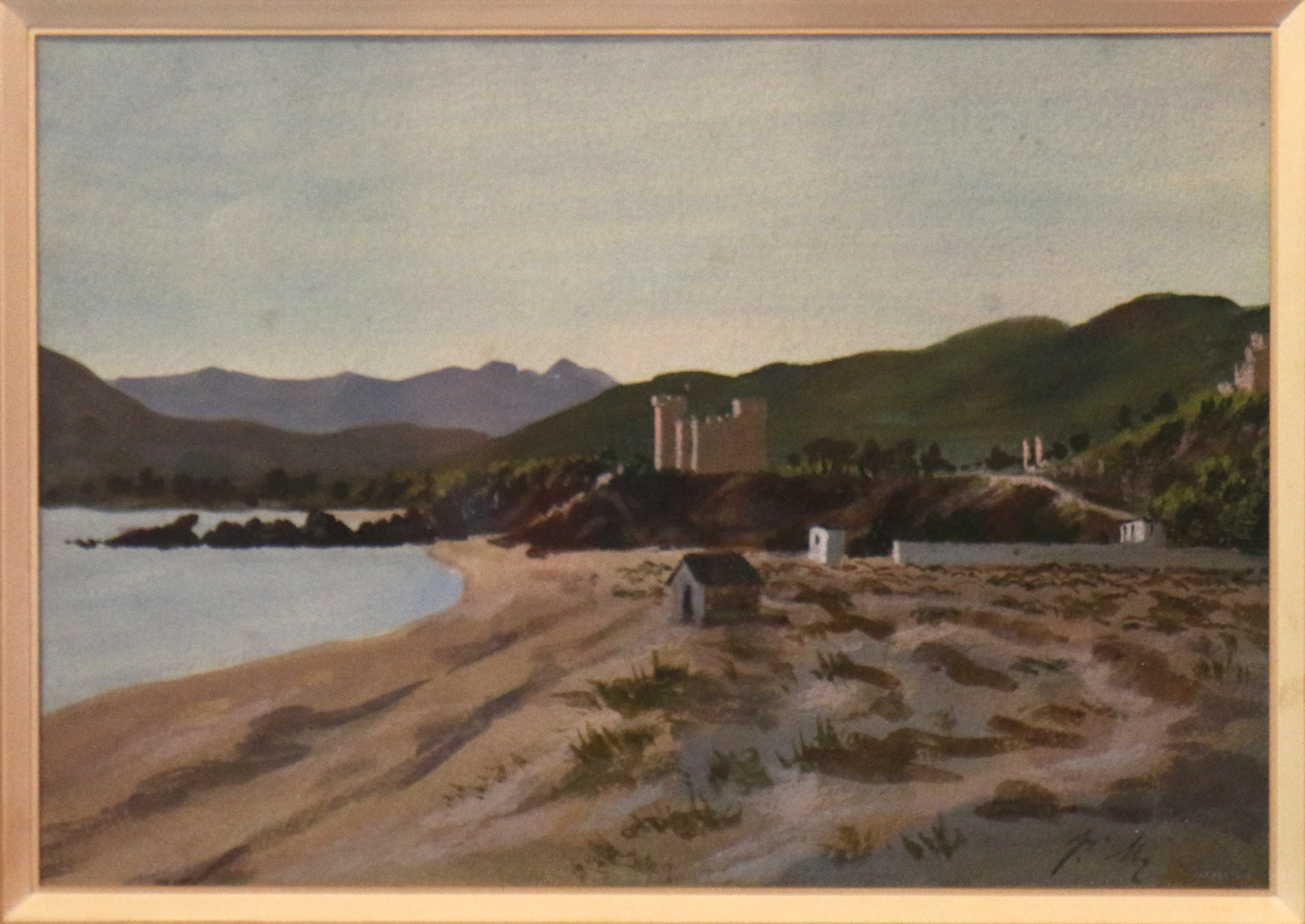
Prosper Mérimée: La Bocca

### Le maioliche provenzali
Nel museo è esposta una grande varietà di maioliche provenienti da diversi luoghi di produzione della Provenza:
- Maioliche di Apt: urne, vasi, porta-orologi, brocche, tazze e piattini, vassoi, teiera, lattiera, brucia-profumi, zuccheriere, cioccolatiere.
- Maioliche de La Tour d'Aigües: fondine, piatti, rinfrescatoi per bicchieri, calamai.
- Maioliche di Varages: portafiori ad "applique", vasi d'altare, portafiori, caraffe, calamai, brocche, piatti, tazze e sotto tazze, piatti da barbiere.
- Maioliche di Moustiers: salsiera con lo stemma della famiglia Lascaris di Nizza, scodella con lo stemma della famiglia di Lorraine, piatti con il blasone della famiglia Grilhe di Arles, zuppiera con coperchio, vassoi di presentazione, oliere, scodelle e piatti con decori di ghirlande e medaglioni e con decorazioni Bérain.
- Maioliche di Marsiglia:
  - Saint-Jean-du-Désert: piatti con decori a stemmi, piatti con decorazioni cinesi, piatti con monogrammi, zuppiera coperta e vassoio, vaso balaustrino, piatti riccamente decorati;
  - Héraud-Leroy: zuppiera coperta con vassoio;
  - Joseph Fauchier: piatto con narcisi, piatti con decori di paesaggi e putti, piatti con decori floreali;
  - Veuve Perrin: piatto con farfalle, piatto con decoro floreale, salsiera a forma d'anatra, zuppiera coperta con manici in forma di leopardo, piatti in smalto giallo, piatti decorati con cineserie;
  - Gaspard Robert: piatto e fondina con rose sparse e fiori diversi, brocca coperta e sua bacinella, ciotola e piatto con decoro a paesaggio;
  - Honoré Savy: piatto da portata;
  - Antoine Bonnefoy: piatto.

## Galleria d'immagini 2

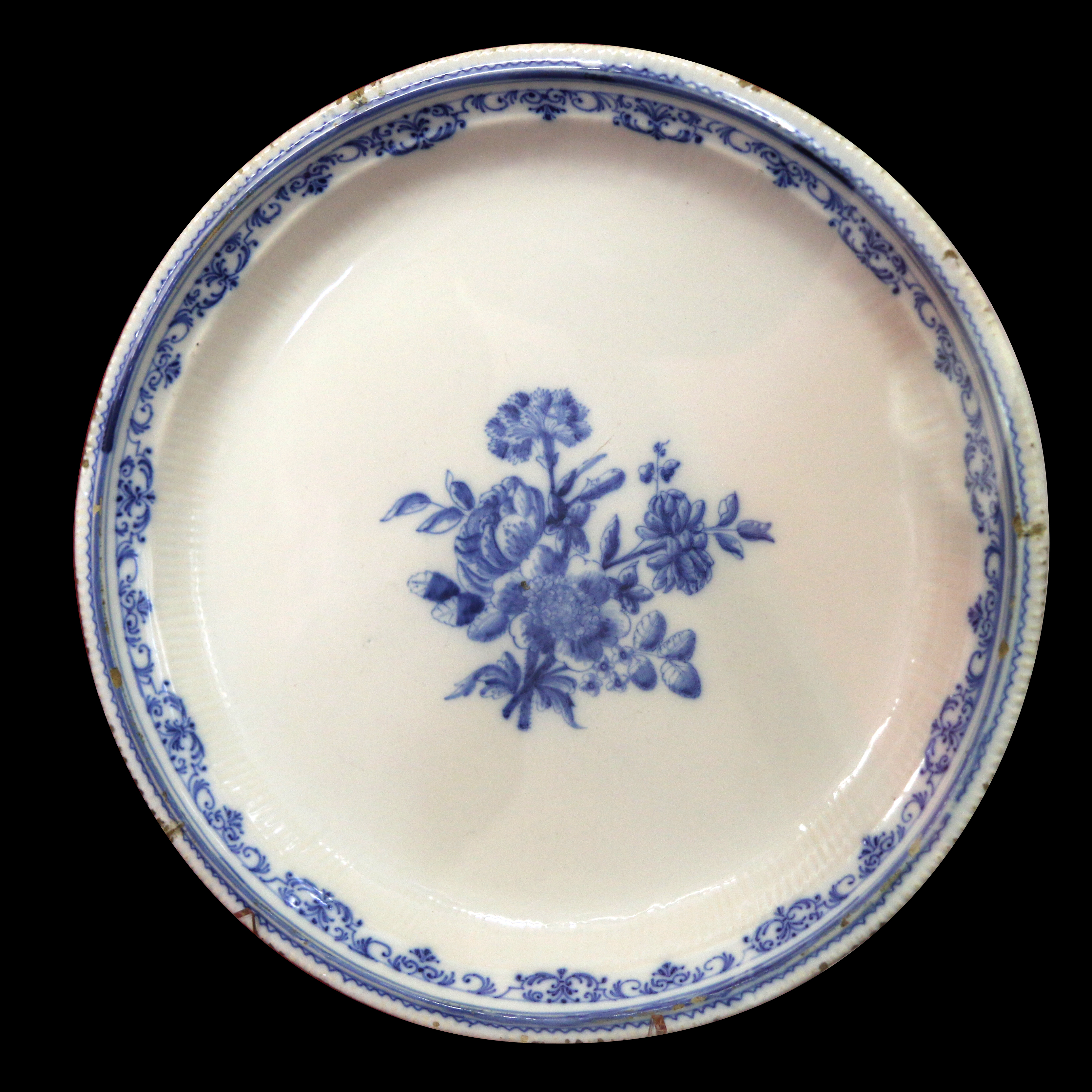
Piatto con cammeo blu
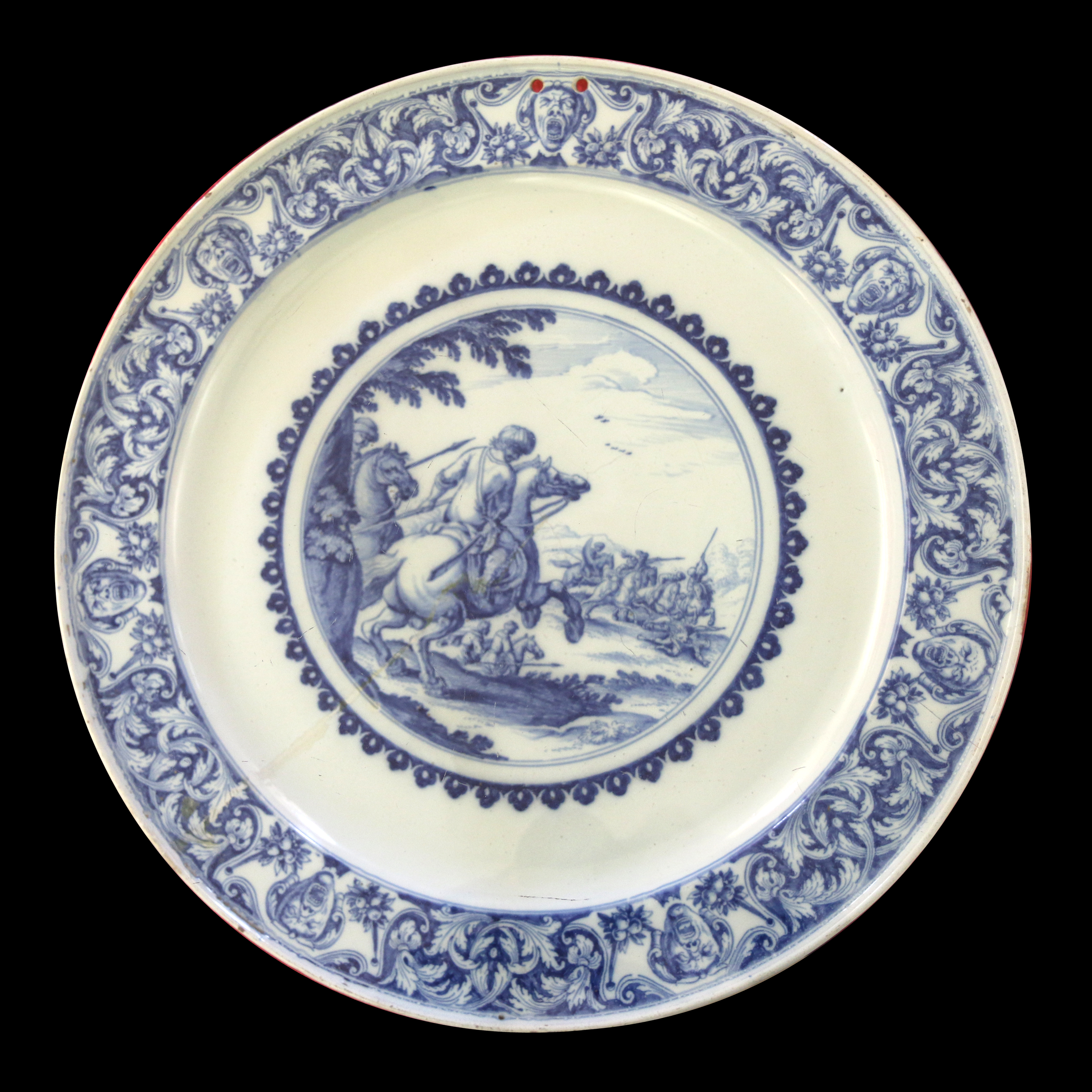
Piatto con scena di caccia al leone
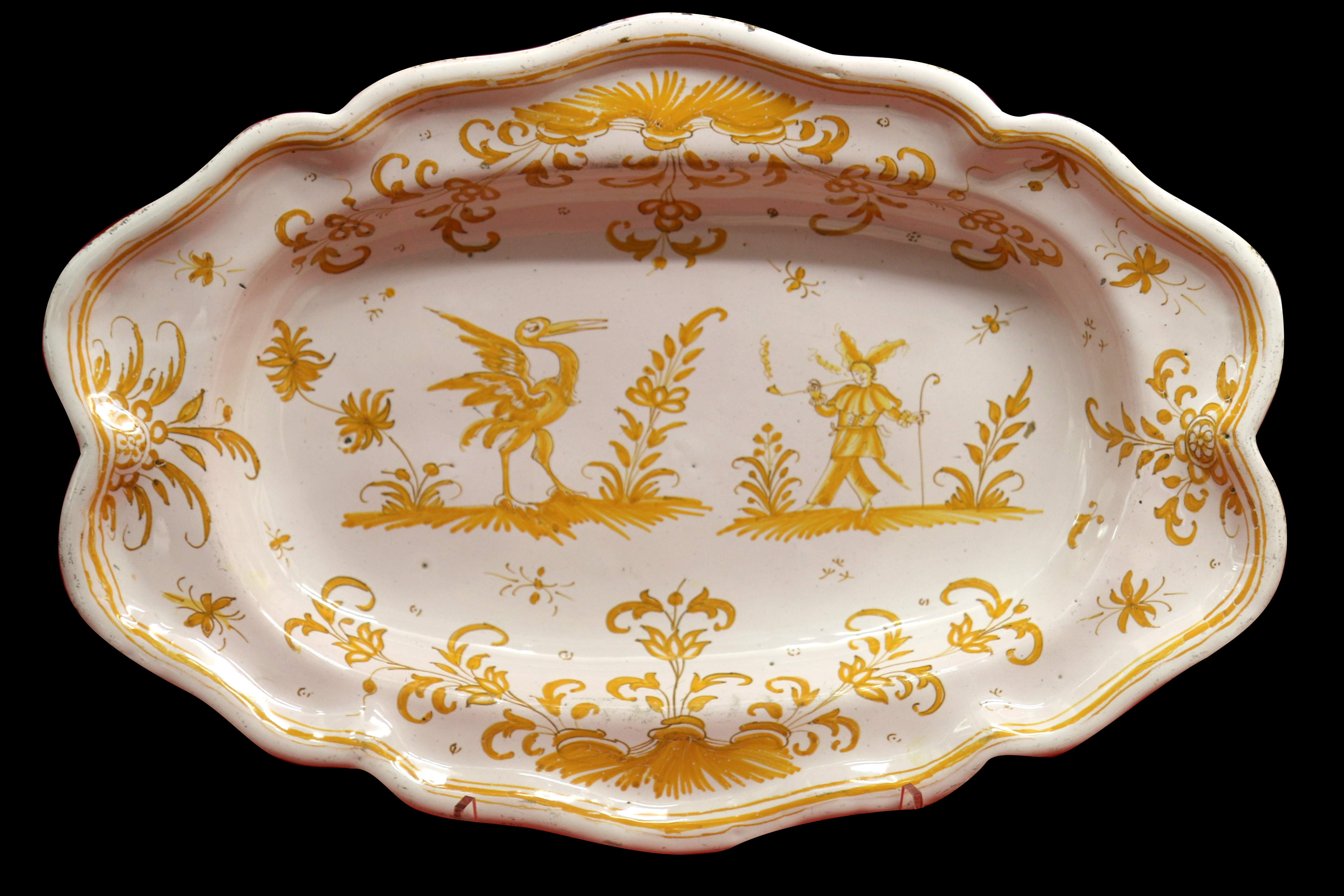
Piatto con animali fantastici
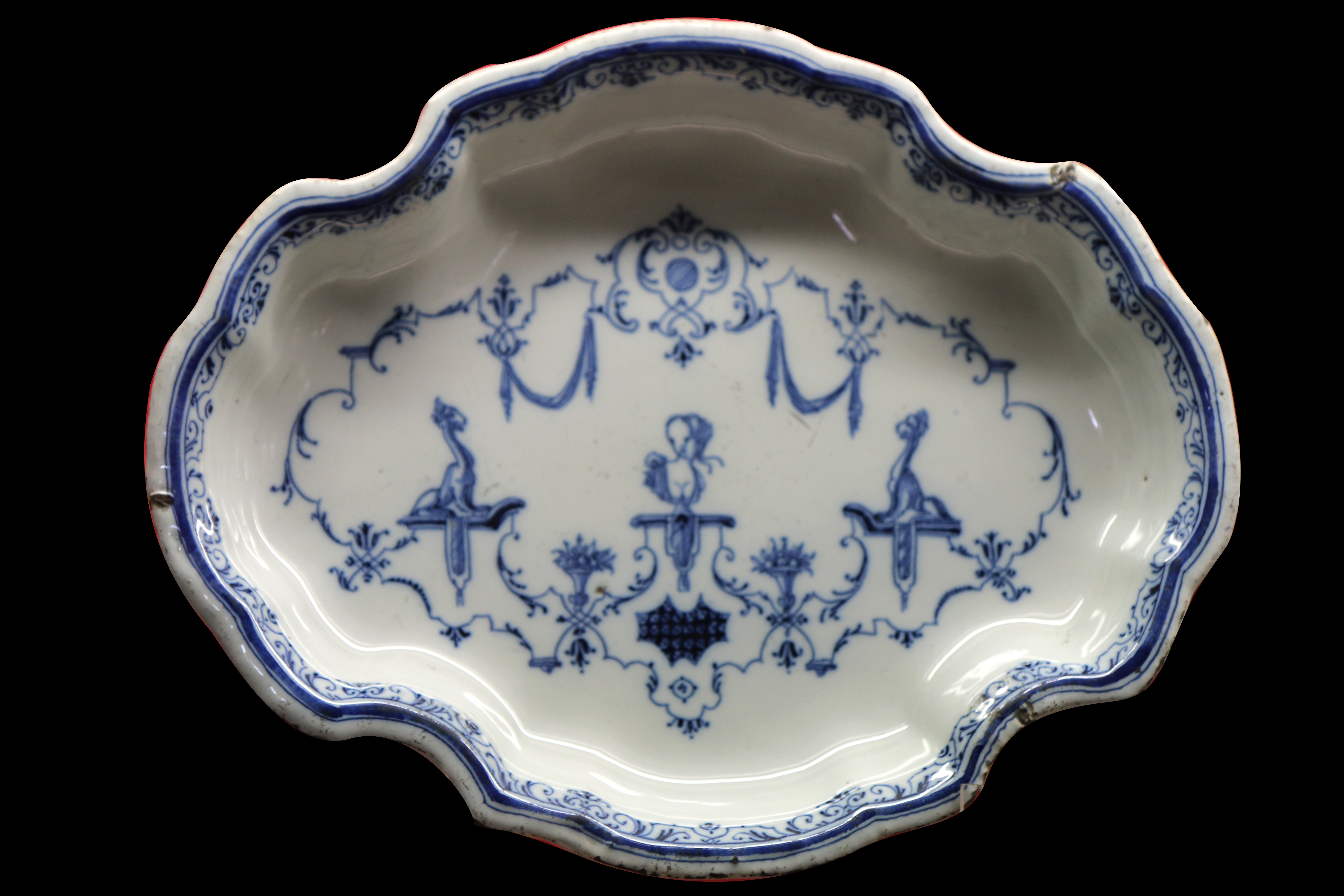
Piatto da portata on decorazione Bérain
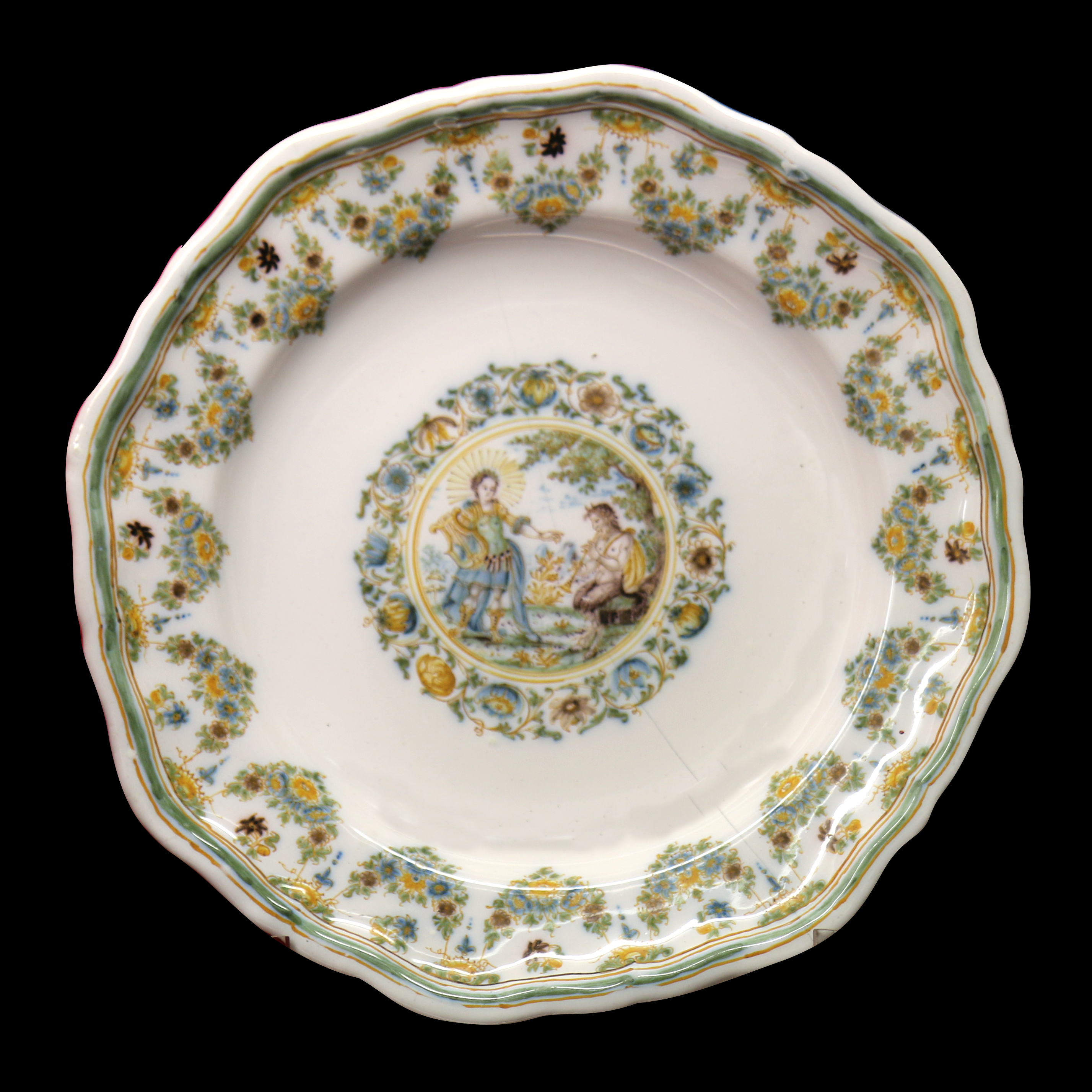
Piatto con medaglione "Apollo e Marsyas"

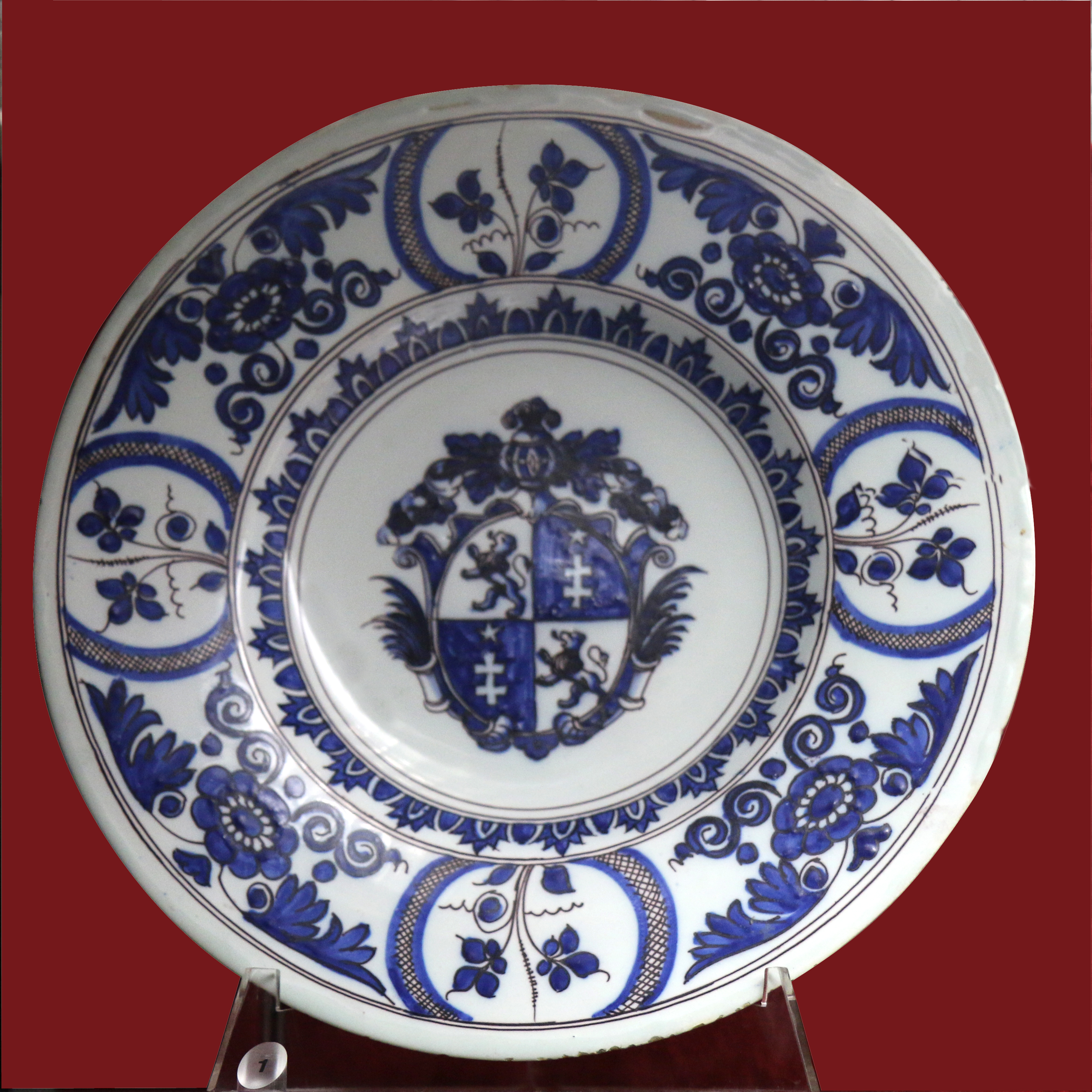
Piatto con stemma di Saint-Jean-du-Désert
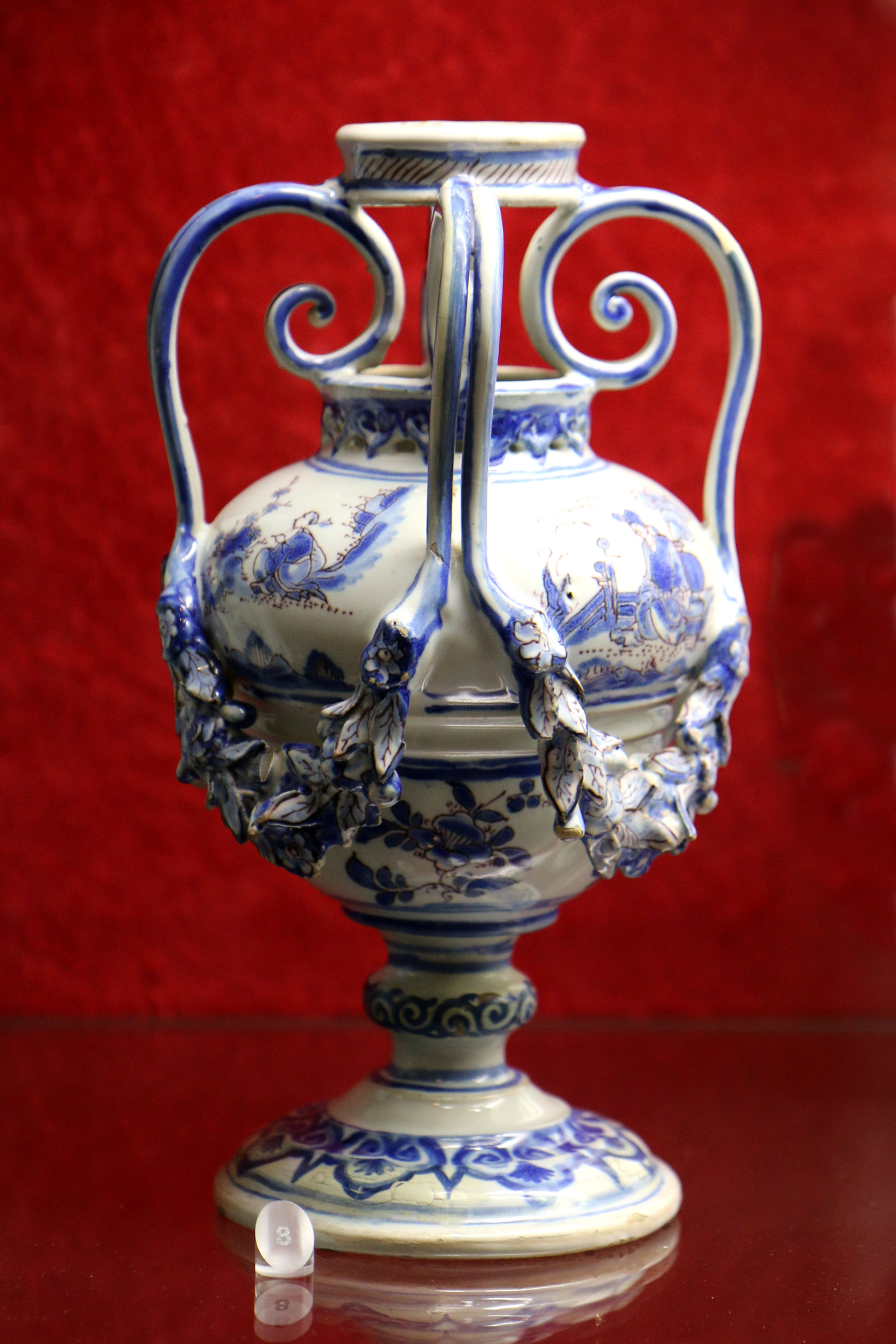
Piccolo vaso balaustrino di Saint-Jean-du-Désert
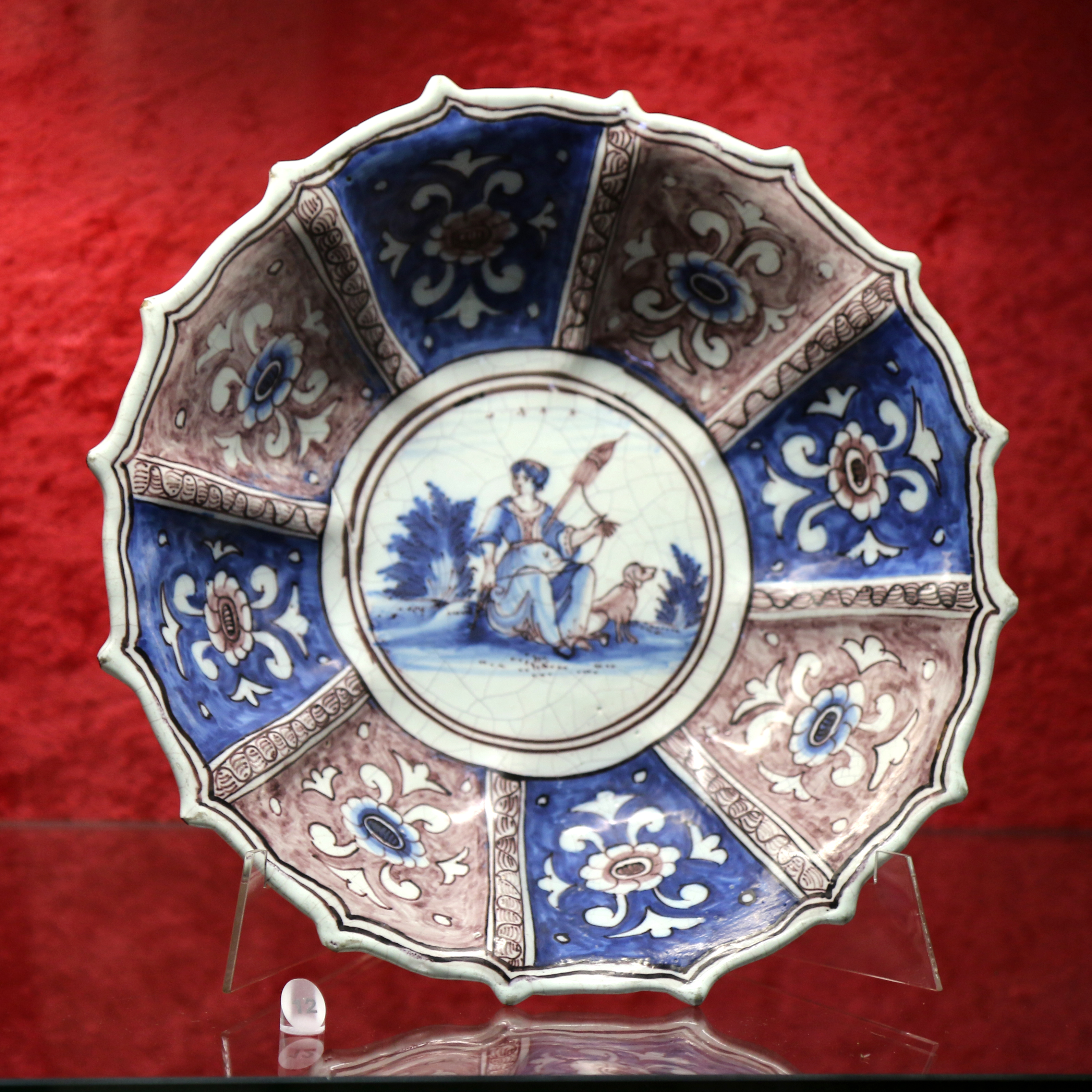
Piatto con pastorella di Saint-Jean-du-Désert
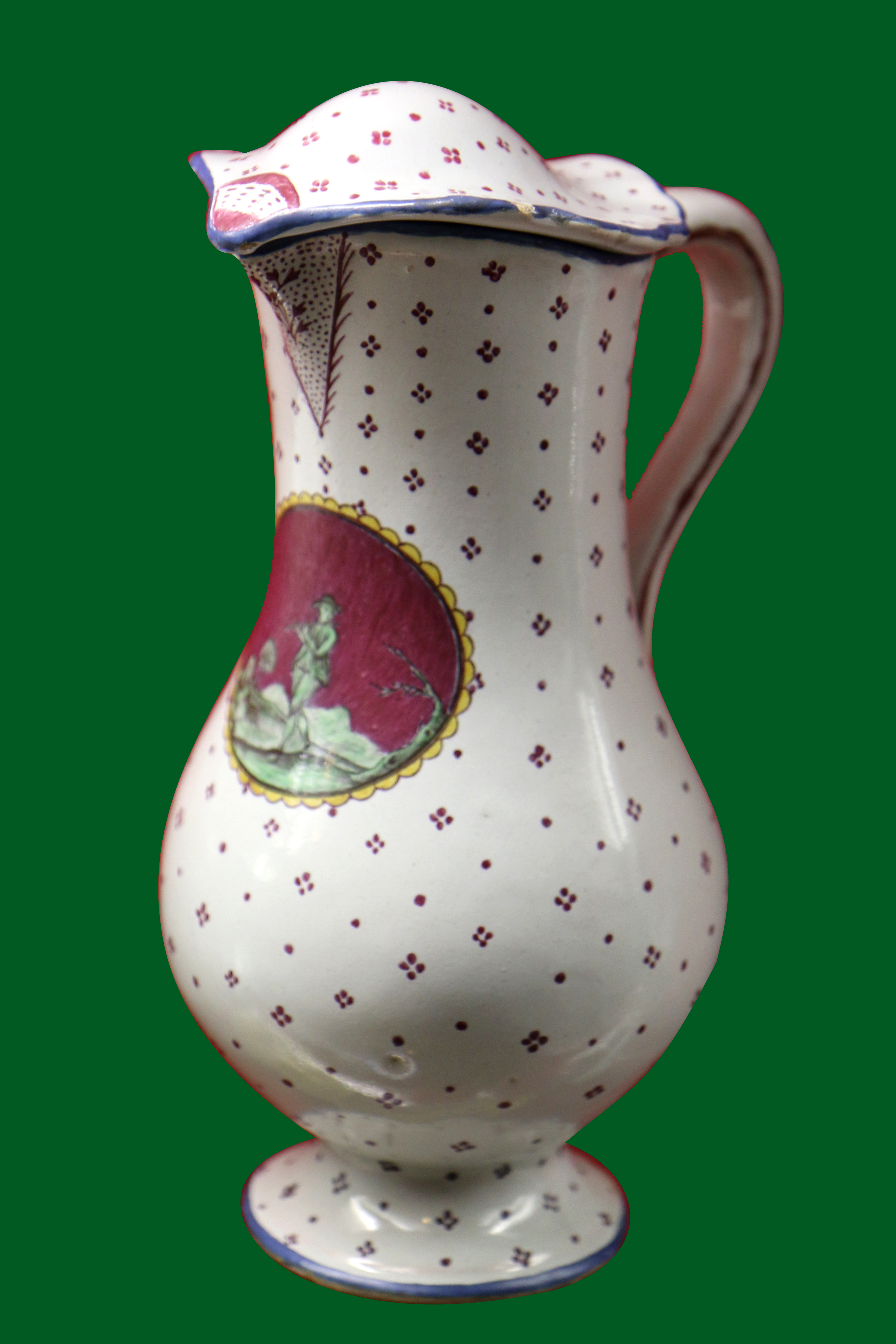
Brocca di Gaspard Robert
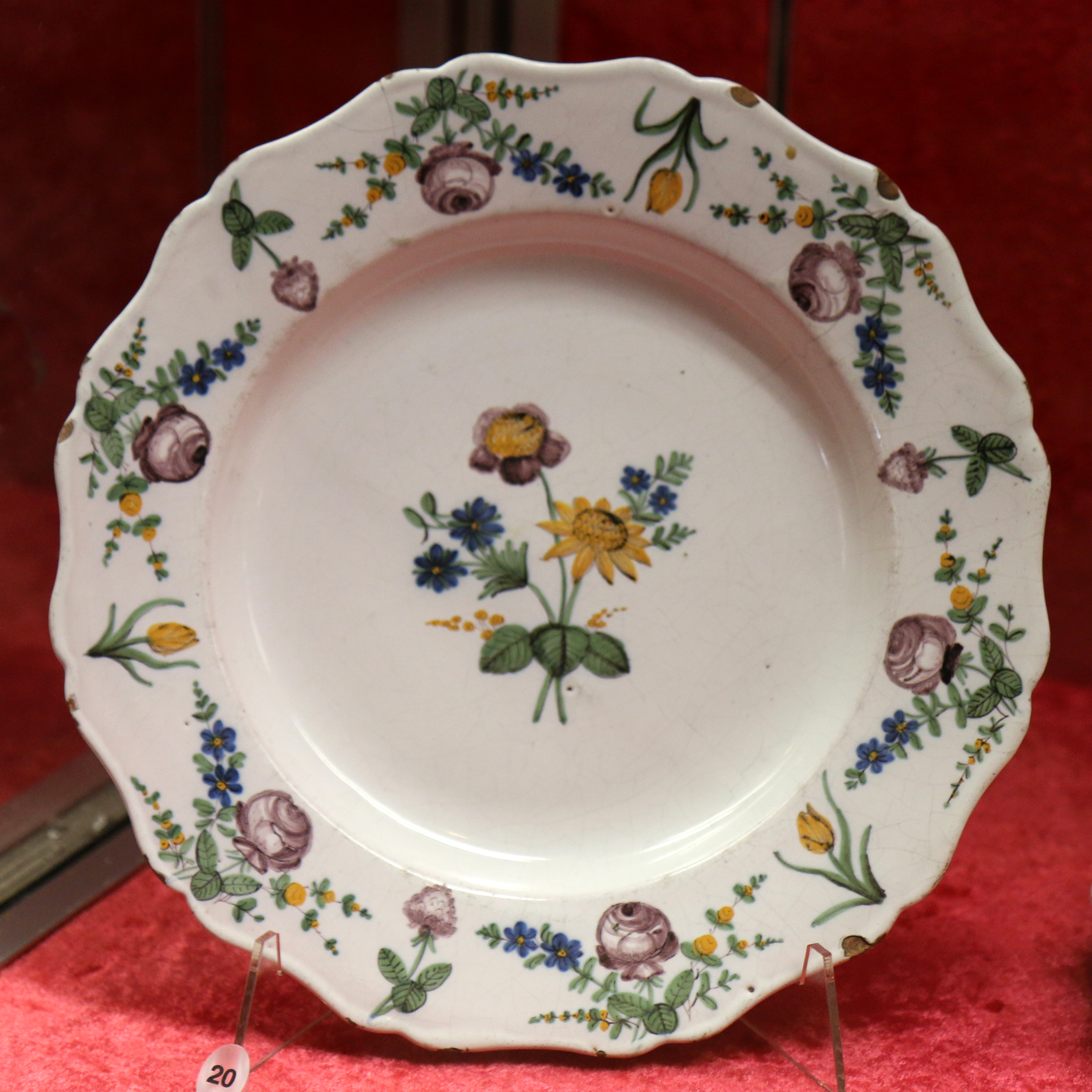
Piatto con decoro floreale di Joseph Fauchier
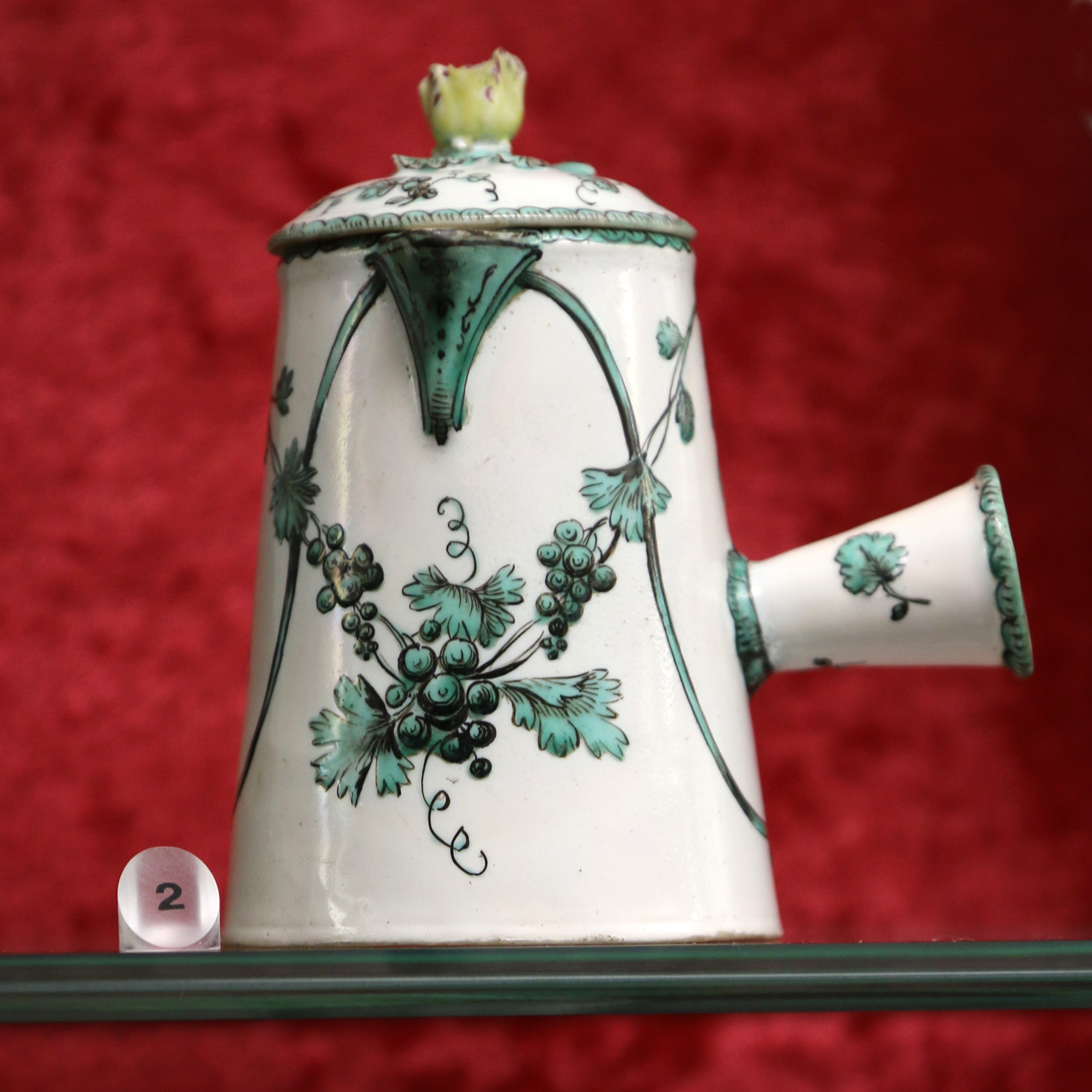
Teiera Veuve Perrin